# Kortelisy
Kortelisy (ukrajinsky Кортеліси, rusky Кортелесы Kortelesy) je vesnice v Kovelském rajónu Volyňské oblasti na severozápadní Ukrajině. V roce 2001 zde žilo asi 1 213 lidí. Kortelisy jsou známé především masakrem, při kterém nacisté během druhé světové války zavraždili 2 892 místních obyvatel a vesnici vypálili.
Méně známá je skutečnost, že německé ozbrojené a bezpečnostní sbory zničily na Ukrajině 459 vesnic a měst, přičemž bylo vražděno a terorizováno jejich civilní obyvatelstvo. Šlo většinou o pomstu za výrazný odpor Ukrajinské povstalecké armády (UPA) nebo ukrajinských partyzánských skupin podporovaných sovětskou vládou, které se za druhé světové války postavily německým okupantům na Ukrajině.

## Dějiny
V okolí vesnice operovaly ukrajinské a sovětské partyzánské oddíly, které zlikvidovaly v okolí obce několik místních policistů a německého vojáka.
23. září 1942 německá rota 3. praporu 15. policejního pluku pod vedením nadporučíka Glückse spolu s pomocnými oddíly ukrajinské a běloruské kolaborantské policie obklíčili obec a jejím obyvatelům a obyvatelům několika osad z okolí přikázali shromáždit se v centru Kortelis. Shromážděné civilisty postříleli palbou z kulometů na 5 různých místech. Nejprve nacisté zlikvidovali mladé muže, kteří se mohli postavit na odpor. Při následném vraždění žen a dětí proto již odpor nikdo nekladl. Zahynulo 2892 lidí, mužů, žen i dětí, z toho 1650 obyvatel obce. Dalších asi 1240 obětí představovali obyvatelé blízkých vesnic Birka, Zabolotťa a Borisovka. Následné byla obec vypálena. Shořelo 715 domů.